# 2004年夏季残疾人奥林匹克运动会塞浦路斯代表团
2004年夏季残疾人奥林匹克运动会塞浦路斯代表团是塞浦路斯派出的2004年夏季残疾人奥林匹克运动会代表团。获得1枚金牌。